# 解放南方统一日

统一日、胜利日（Ngày Chiến thắng）、解放日（ 或 ）或官方名称解放南方统一日（Giải phóng miền Nam, thống nhất đất nước），是越南的一个公共假日，标志着1975年4月30日北越和越共部队占领西贡（今胡志明市）。这象徵着越南战争的结束，該战争又被称为“越战”或“抵抗美帝国主义者入侵战争”。这是1976年7月2日全国统一选举中出现的统一过渡时期的开始，当时越南南方共和国临时革命政府和越南民主共和国合并，形成了现代的越南社会主义共和国。
周年纪念日前后數日会有很多节慶活動。
在海外越南人社区，这一天被称为“西贡陷落”、“黑色四月”（Tháng Tư Đen）、 “国辱日”（Ngày Quốc Nhục）或“国恨日”（Ngày Quốc Hận）。 这是一个由于战争导致流亡海外的南越人的纪念日，也是一个悼念日，许多南越人和不同族裔的美国人都会过这个纪念日。

## 照片集

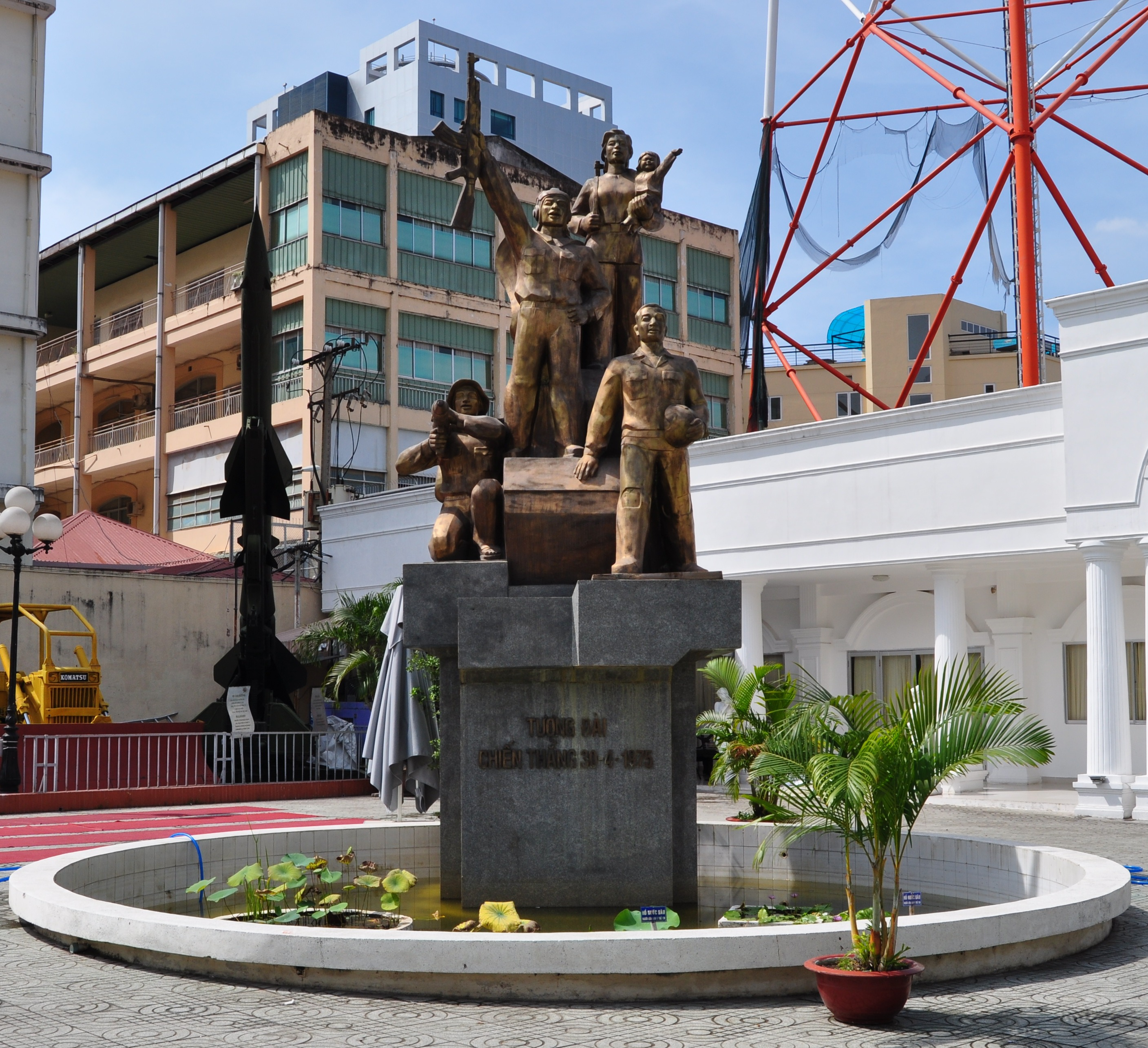
1975年4月30日,在胡志明博物馆前的胜利雕塑。
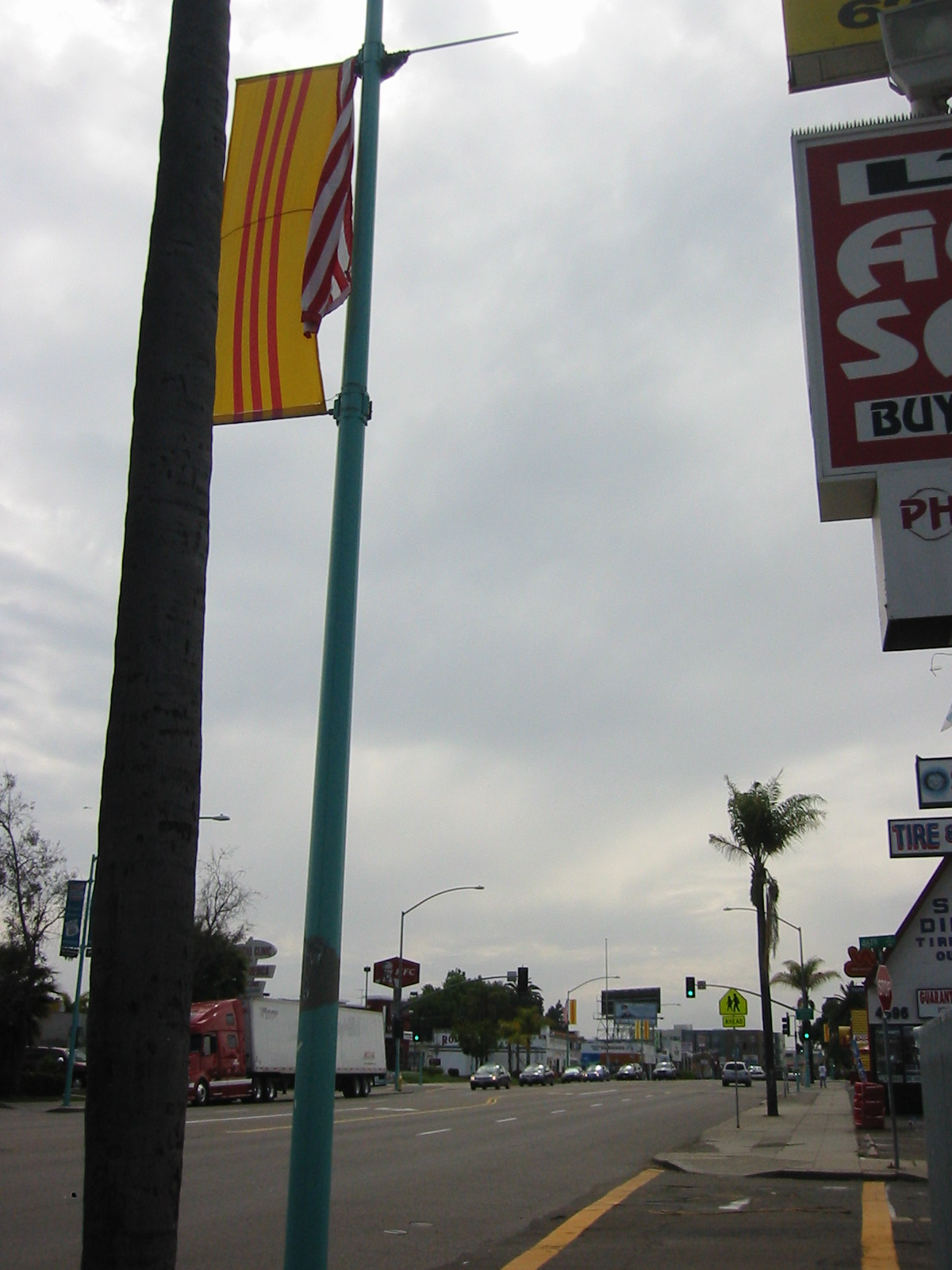
位于加利福尼亚州圣地亚哥的埃尔卡洪大道上的纪念“黑色四月”的前南越共和国国旗
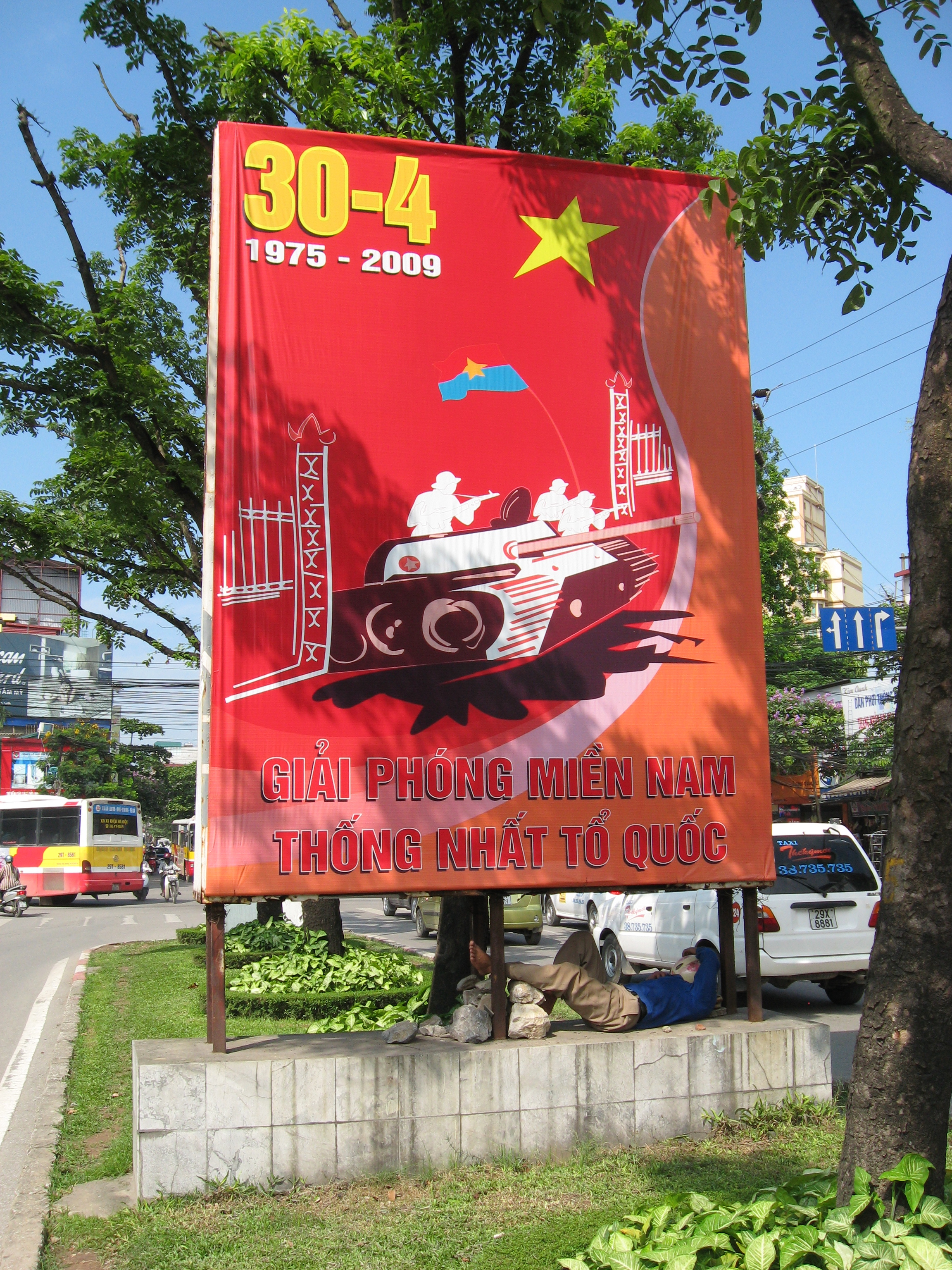
2009年河内街头的一幅政治宣传画，描绘了1975年4月30日越共坦克衝入总统府的情景。

## 视频
- A 2015 Reunification Day Parade in Hanoi